# Cour royale de Tiébélé
La Cour royale de Tiébélé est un complexe architectural traditionnel situé dans la commune de Tiébélé, dans la région du Centre-Sud du Burkina Faso. Ce site, vieux de plus de 500 ans, est inscrit sur la Liste du patrimoine mondial de l'UNESCO depuis le 26 juillet 2024, lors de la 46e session du Comité du patrimoine mondial à New Delhi, en Inde.

## Histoire et contexte
Au XVIe siècle, la Cour royale de Tiébélé est fondée par les Mossi, qui migrent depuis Loumbila sous la conduite de Patyringomie. Ce groupe ethnique établit son centre de pouvoir sur la colline de Tchibeli après avoir évincé les habitants de Kollo. L'acquisition d'un fétiche puissant marque le début de leur influence dans la région. Les Mossi, dirigés par leur chef, Patyringomie, quittent Loumbila, un village situé au nord-est de Ouagadougou, en raison d'un conflit de succession. À leur arrivée, ils sont accueillis par les Warombou et les Mantchiobou et s'installent sur la colline de Tchibeli, qui donne son nom à Tiébélé. Les habitants de Kollo s'opposent à eux, entraînant des conflits. Le chef de Kollo jette un sort sur les Mossi, mais ce sort se retourne contre lui. Lorsque les Mossi deviennent suffisamment nombreux, ils chassent les habitants de Kollo et prennent le contrôle des terres. Après la mort de Patyringomie, son fils Buinkiété fonde un royaume en se rendant à Nanlorgho pour acquérir le fétiche Kora (ou Kwara). Ce fétiche lui permet de régner sur la chefferie de Tiébélé. Les différents groupes ethniques se regroupent pour former le peuple Kassena. La Cour royale de Tiébélé représente les traditions Kassena, comprenant leur architecture, leur organisation sociale et leurs croyances religieuses.

## Description
Cet ensemble architectural en terre, datant du XVIe siècle, est le cœur de l'organisation sociale et politique du peuple de Kassena. La cour royale, entourée d'un mur d'enceinte, est divisée en plusieurs secteurs destinés aux différentes catégories sociales. Les maisons, construites par les hommes, sont décorées de peintures symboliques réalisées par les femmes qui reflètent les valeurs et les croyances de la communauté.

### Architecture et organisation
La Cour royale de Tiébélé, située à environ 175 kilomètres de Ouagadougou dans la province du Nahouri, région du Centre-Sud, date de plus de 500 ans. Elle couvre une superficie d'environ un hectare et demi et comprend un ensemble de 126 cases, un lieu de culte et des murs regroupés en un bloc circulaire sur une petite colline. Le joyau sert de résidence officielle au pè, ou chef de la communauté. Plus de 400 personnes réparties en 54 petites familles y résident, entourées d'habitats modernes. La cour est divisée en concessions, correspondant à différentes zones réservées à des groupes spécifiques de la population. Parmi ces zones figurent le domaine princier, où les princes héritiers vivent avec leurs femmes et leurs grands-parents, le domaine des petits frères, et le domaine du gardien des tambours et flûtes sacrées. Ces zones ne sont pas physiquement séparées, permettant des déplacements libres entre elles. Les bâtiments de la cour sont construits en terre, bois et paille. Les habitations présentent des peintures symboliques réalisées par les femmes de la communauté. Les murs des maisons sont décorés de motifs traditionnels noirs, blancs et rouges, et les toits plats sont utilisés comme terrasses pour diverses activités .

### Types d'habitations

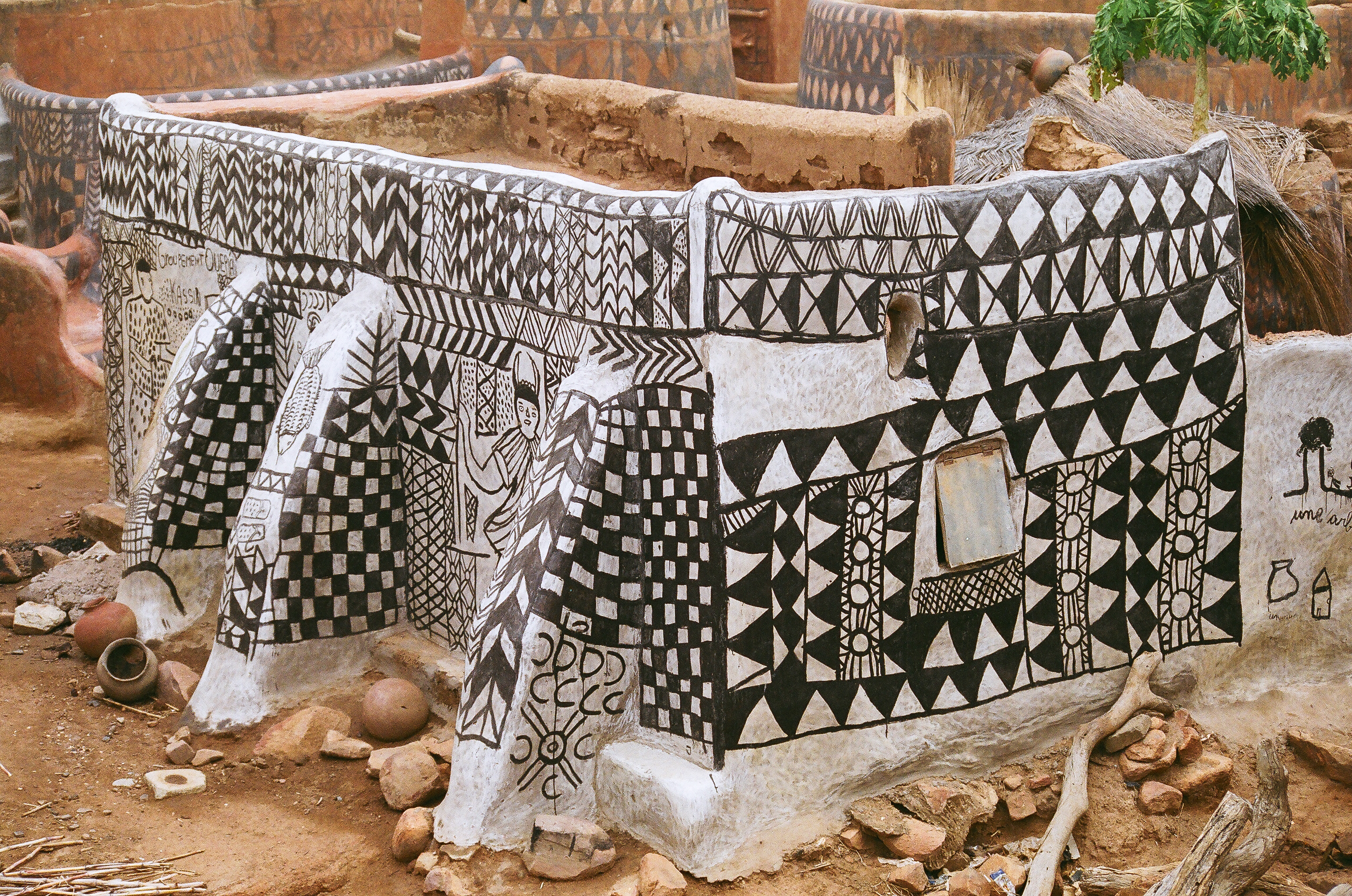
Maison de la cour royale du village de Tiébélé, village du peuple des Kasséna, au Burkina Faso.

Les cases d'habitations sont construites en terre, bois et paille, des matériaux locaux courants et économiques. Traditionnellement, la terre était mélangée avec des fibres et de la bouse de vache pour former des murs sculptés, mais aujourd'hui, des briques de terre crue moulées sont plus couramment utilisées. Les formes des habitations varient selon la situation sociale de leurs occupants:
- Draa: Cases rondes, réservées aux célibataires, aux hommes âgés ou aux devins.
- Dinian: Cases en forme de 8, destinées aux couples âgés et à leurs petits-enfants.
- Mangolo: Habitations rectangulaires pour jeunes mariés.

Les murs, en terre mélangée avec des fibres et de la bouse de vache, sont souvent décorés de motifs traditionnels. Les toits plats servent de terrasses pour le séchage des récoltes et le repos durant la saison sèche. Les cases rondes possèdent une petite porte d'entrée, moins de 80 cm de hauteur, obligeant les habitants à s'accroupir pour entrer. À l'intérieur, un petit muret doit être franchi avant d'accéder pleinement à la case, permettant aux occupants d'identifier les visiteurs avant leur entrée.

## Signification culturelle et patrimoniale
La Cour royale de Tiébélé est un exemple de l'architecture traditionnelle en terre et de la culture Kassena. Les décorations murales, faites à la main par les femmes, montrent les croyances, l'histoire et les valeurs de la communauté. Ces traditions artistiques se transmettent de génération en génération.

## Conservation et défis
La cour royale de Tiébélé est un site patrimonial vulnérable. L'entretien annuel permet de le préserver, mais il est menacé par des problèmes tels que l'érosion des sols, les inondations et les problèmes de drainage. Depuis 2012, le site figure sur la liste indicative du patrimoine mondial de l'UNESCO et des efforts sont faits pour le protéger et le conserver.

## Importance touristique et communautaire
La cour royale de Tiébélé attire des visiteurs intéressés par l'architecture traditionnelle et la culture Kassena. Les guides locaux offrent des visites qui expliquent les significations culturelles et les pratiques associées. Le tourisme contribue à la préservation du patrimoine local et soutient des projets communautaires, notamment dans les domaines de l'éducation et des soins de santé. Devant la cour, des guides attendent les visiteurs sous un grand baobab. La visite commence dès l'entrée, avec des éléments représentatifs de la culture Kassena. Un figuier rouge majestueux symbolise la puissance de la chefferie et l'ancienneté du site. À ses pieds, des pierres sacrées sont utilisées pour les réunions et les sacrifices. Un autre élément notable est le "Pourrou", une butte sacrée faite de terre et de déchets, où "celui qui tape le tambour" annonce les nouvelles et où sont enterrés les placentas des nouveau-nés.
L'accès à la cour royale est réglementé et se fait uniquement par le biais de visites guidées organisées par l'organisme officiel ADT, situé en face de la Cour. Ces visites sont payantes : 2 000 FCFA par personne et un supplément de 5 000 FCFA par groupe. Le village abrite un certain nombre de campements et de petites auberges qui proposent des hébergements atypiques, comme des maisons rondes ou des nuitées à la belle étoile sur les toits. Le Village d'accueil Jean Viars, situé en face de l'entrée de la Cour Royale, est un exemple de ce type d'hébergement.

## Site du patrimoine mondial de l'UNESCO
Le processus d'inscription de la Cour royale débute en 2012 avec son inscription sur la liste indicative du patrimoine international. Il est lancé le 26 juillet 2024 avec l'inscription officielle lors de la 46e session du Comité de la Cour pénale internationale à New Delhi. Cette reconnaissance a pour but de protéger le site et de sensibiliser le public à son importance culturelle et historique,,.